# Agadja
Agadja, död 1740, var Ahosu, monark, i Kungariket Dahomey mellan 1718 och 1740.